# Dalechampia trifoliata
Dalechampia trifoliata är en törelväxtart som beskrevs av Albert Peter, Bernard Verdcourt och Percy James `Peter' Greenway. Dalechampia trifoliata ingår i släktet Dalechampia och familjen törelväxter.

## Underarter
Arten delas in i följande underarter:
- D. t. trifida
- D. t. trifoliata